# Stade clermontois Basket Auvergne
 (septembre 2015).
Le Stade clermontois Basket Auvergne est un club français de basket-ball évoluant à Clermont-Ferrand, en Auvergne. L'équipe première évolue en Nationale 3 (5e Division) pour la saison 2025-2026.

## Historique
Créé en 1930, en même temps que les autres sections basket-ball du club omnisports du Stade clermontois, le club a connu ses premières joutes avec l’élite après la Seconde Guerre mondiale. Il accède même à la première division (Nationale 1) pour la saison 1945-1946, puis fait plusieurs apparitions en deuxième division (Nationale 2), jusqu’à s’y installer durablement à partir de la saison 1964-1965. Malgré quelques passages en Nationale 1, le club garde sensiblement le même niveau, jusqu’à chuter en Nationale 3 en 1989.
Les années 2000 annoncent le renouveau du Stade. Avec les différentes refontes du championnat français, le SCBA est encore en Nationale 3 (5e division) en 1996-1997, mais acquiert son billet pour la Nationale 2, avant de monter en NM1 en 2001, puis en Pro B l’année suivante. La belle histoire continue à la fin de la saison 2003-2004 et l’accession en Pro A.
En septembre 2006, le club se forme en société (SASP) afin d’envisager au mieux l’évolution du championnat français.

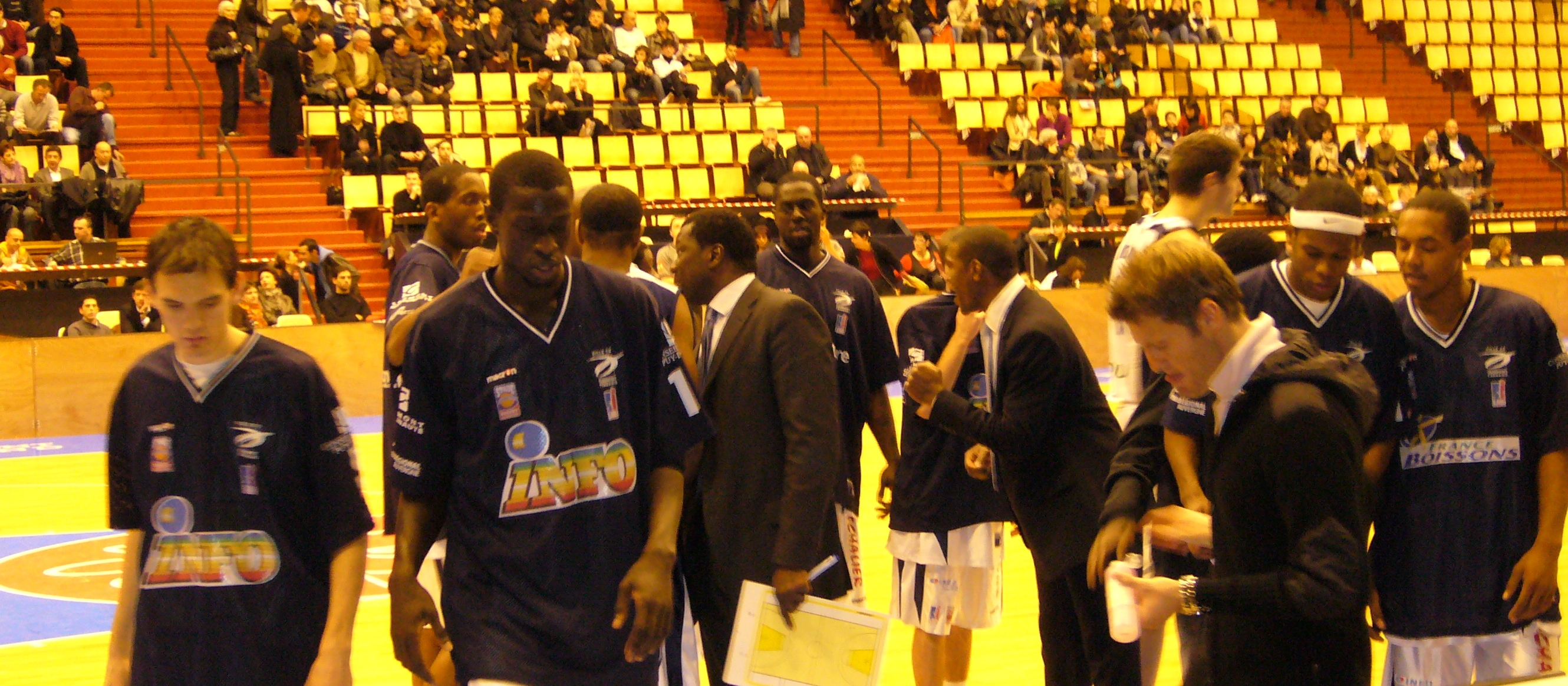
L'équipe 2007-2008 en novembre 2007

À l’issue de la saison 2007-2008, Clermont redescend en Pro B.
Compte tenu de la défaite de Saint-Vallier à Lille (76-94) le 29 avril 2011, le Stade clermontois descend en NM1. Après la première rencontre de la saison 2011-2012, une lourde défaite face au modeste club du Puy-en-Velay, l’entraîneur Régis Racine, est démis de ses fonctions et remplacé par Guillaume Vizade.
Après la défaite contre Montbrison à domicile 69 à 84 lors de la 29e journée de championnat de NM1 (cinq journées restantes), le Stade descend mathématiquement en Nationale 2 (8 victoires pour 21 défaites). Le Stade quitte alors la Maison des Sports pour aller jouer dans une salle plus petite : le Gymnase Honoré et Jean Fleury. Guillaume Vizade est remplacé par Thomas Mezure, assisté de Daniel Perrin.
En 2014-2015, pour la 26e et dernière journée (26 avril 2015), le SCBA s'incline à Castelnau 80 à 71. C'est la quatrième défaite consécutive. Elle termine 8e de la poule sud-ouest.
Cette saison fut la dernière pour le SCBA : en juin 2015, le club s'est lié à la Jeanne d'Arc de Vichy Val d'Allier Auvergne Basket pour former la JA Vichy-Clermont Métropole Basket.
Le stade clermontois poursuit tout de même en Nationale Masculine 3 (NM3).
En 2024-25, le SCBA se qualifie pour la 1/2 Finale du Championnat PNM de la Ligue Auvergne Rhône-Alpes de Basket. Dans un derby explosif face au Clermont-Basket et devant près de 1500 personnes dans un Gymnase Edith Tavert plein à craquer, le stade s'impose 80-77. Cette victoire est synonyme de montée en Nationale 3. Cette montée signe le retour du club dans un championnat national.

## Le club, la société
Le président du directoire Pierre Berger présente sa démission le 13 mars 2012. Il propose la candidature de Jean-François Besse pour lui succéder, et le directoire élit Besse à la présidence,.

## Identité visuelle

Le logo jusqu'en ?
Logo depuis 2006

## Palmarès
- Champion de France Pro B (2e division) : 2004
- Champion de France NM1 (3e division) : 2002
- Champion de France NM2 (4e division) : 2001

## Les records du club
- Points : 109 contre le Stade montois (Mont-de-Marsan) le 23 mars 2013[9]
- Tirs à 2 pts réussis : 30 contre Le Portel le 12 mai 2005[10]
- Tirs à 2 pts tentés : 55 à Nancy le 7 octobre 2006[10]
- Tirs à 3 pts réussis : 17 contre Quimper le 20 mars 2009[10]
- Tirs à 3 pts tentés : 39 contre Quimper le 20 mars 2009[10]
- Lancers francs réussis : 30 contre Evreux le 15 janvier 2010[10]
- Lancers francs tentés : 47 à Nanterre le 28 février 2009[10]
- Rebonds offensifs : 22 contre Poitiers le 3 avril 2009[10]
- Rebonds défensifs : 34 (2 fois)[10]
- Total rebonds : 48 contre Aix-Maurienne le 17 octobre 2005[10]
- Passes décisives : 26 contre Quimper le 20 mars 2009[10]
- Interceptions : 18 (2 fois)[10]
- Dunks : 7 contre Gravelines-Dunkerque le 31 mars 2007[10]
- Minutes jouées : 275 (3 prolongations) contre Luçon le 13 octobre 2012[11]

## Entraîneurs successifs
- 1972 - 1973 : ? André Sarray
- 1973 - 1975 :  Jo Di Marco
- 1975 - 1979 :  Charles Tassin
- 1979 - 1980 :  Stearling Wright
- 1980 - 1981 :  André Jacquemot
- 1981 - 1984 :  Stearling Wright
- 1984 - 1986 :  Daniel Perrin
- 1986 - 1987 :  Michel Fouteau
- 1987 - 1889 :  Daniel Perrin
- 1989 - 1994 :  Adam Weber
- 1994 - 1997 :  Patick Josnard
- 1997 - 1999 :  Jean-Francois Michelet
- 1999 - 2001 :  Daniel Perrin
- 2001 - 2008 :  Jean-Aimé Toupane
- 2008 - 2011 :  Régis Racine
- 2011 - 2012 :  Guillaume Vizade
- 2012 - 2015 :  Thomas Mezure

## Effectif

### Effectif 2011-2012
| Numéro | Nom                | Nationalité | Né en | Taille | Poste |
| ------ | ------------------ | ----------- | ----- | ------ | ----- |
| 4      | Thomas Provenchère |             | 1993  | 175 cm | 1     |
| 5      | Paul Lopez         |             | 1991  | 200 cm | 5     |
| 6      | Julien Cortey      |             | 1980  | 175 cm | 1     |
| 7      | Xavier Delarue     |             | 1977  | 197 cm | 3     |
| 8      | Simeon Naydenov    |             | 1981  | 201 cm | 2     |
| 9      | Bianco Matanga     |             | 1987  | 190 cm | 2-3   |
| 10     | Jonathan McClark   |             | 1977  | 202 cm | 5     |
| 10     | Marcus Jackson     |             | 1982  | 203 cm | 5     |
| 11     | Martin Ngaloro     |             | 1989  | 205 cm | 3-4   |
| 12     | Karim Ouattara     |             | 1979  | 198 cm | 4     |
| 13     | Samir Belghazi     |             | 1993  | 198 cm | 4     |
| 14     | Johnathan Beugnot  |             | 1983  | 201 cm | 4     |
| 15     | Mahamoud Diakité   |             | 1986  | 201 cm | 4-5   |
| 16     | Régis Racine       |             | 1970  | 186 cm | 1     |

### Effectif 2012-2013
| Numéro | Nom                | Nationalité | Né en | Taille | Poste |
| ------ | ------------------ | ----------- | ----- | ------ | ----- |
| 4      | Camille Prolhac    |             | 1989  | 185 cm | 1-2   |
| 5      | Ron N'Soki         |             | 1988  | 196 cm | 3     |
| 6      | Mathieu Mollet     |             |       | 190 cm | 3     |
| 7      | Thomas Provenchère |             | 1993  | 175 cm | 1     |
| 8      | Simeon Naydenov    |             | 1981  | 201 cm | 2     |
| 9      | Jacky Morel        |             |       | 194 cm | 3-4   |
| 10     | Maxime Nélaton     |             | 1986  | 185 cm | 1-2   |
| 11     | Maxime Muratore    |             | 1986  | 194 cm | 3-4   |
| 13     | Jonathan McClark   |             | 1977  | 202 cm | 5     |
| 14     | Johnathan Beugnot  |             | 1983  | 201 cm | 4     |
| 15     | Théo Gauthier      |             |       | 192 cm | 3-4   |
| 15     | Adrien Muñoz       |             | 1991  | 205 cm | 4-5   |

## Joueurs célèbres ou marquants
- Stéphane Lauvergne
- Nicolas Prat
- David Melody
- Fabrice Périac
- Régis Racine
- Erroyl Bing
- Dounia Issa
- Demba Mbengue
- Stéphane Risacher
- El Kabir Pene
- Gauthier Darrigand
- / Jean-Felix Moupegnou
- Mike Smith
- Thomas Larrouquis
- Mickaël Toti
- Moussa Badiane
- / Errick Craven
- Jermaine Bucknor
- Mathieu Guichard
- Jonathan McClark
- Justin Ingram
- Simeon Naydenov
- Christian Monschau
- Christian Garreau